# Santuario della Madonna del Carmine (Avigliano)
Il santuario della Madonna del Carmine di Avigliano è situato sulla cima del Monte Carmine.

## Il culto
Il culto per la Madonna del Carmine, secondo la tradizione, si diffuse ad Avigliano prima che in altre zone della Basilicata, grazie alla devozione dei reduci dalle Crociate, di ritorno dall'Oriente.
Al XII secolo risalgono le prime testimonianze della presenza di una capanna rudimentale nella quale vi era dipinta l'immagine della Madonna, sulla vetta di una montagna (“montagnola”) di 1228 metri sul livello del mare.
Nel 1240, la statua della Madonna scomparve dalla Cappella e fu ritrovata in un piccolo paesino, Campagna, in provincia di Salerno. Il popolo di Avigliano pretese la restituzione, e nonostante tutte le opposizioni, la Madonna fu riportata nel suo paese di origine. In seguito, la suddetta sparì nuovamente, per poi essere ritrovata nella stessa località, dove la statua rimase, costringendo gli Aviglianesi a commissionarne una nuova.

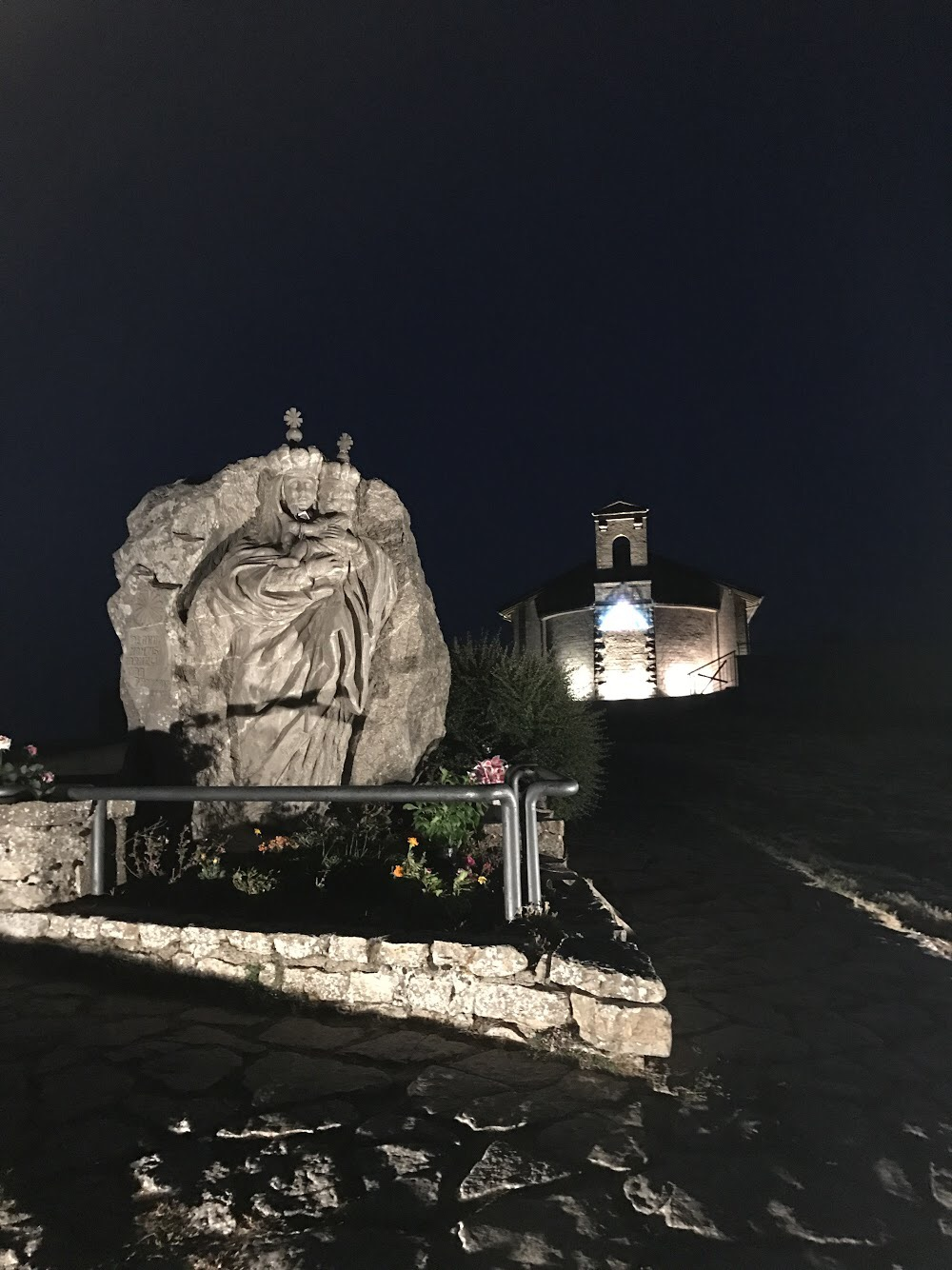
Statua della Madonna del Carmine di Avigliano scolpita nella roccia

Nel 1694 ci fu una terribile carestia, seguita da un forte terremoto. Alcuni aviglianesi che erano in piazza Gianturco giurarono di aver visto il Castello e il campanile piegarsi come se stessero crollando e poi subito fermarsi nello stato iniziale, senza alcuna lesione. La popolazione, allora si rifugiò sulla "montagnola" per quaranta giorni, durante i quali fece voto che se fossero tornati sani e salvi alle loro case, avrebbero proclamato la Madonna del Carmine protettrice di Avigliano, avrebbero acquistato una statua in legno ed avrebbero costruito una cappella in quel luogo. Non ci fu alcun decesso tra gli aviglianesi e le abitazioni non riportarono alcun danno, nonostante la violenza del sisma e la frequenza delle scosse. Avendo, allora, attribuito il miracolo alla protezione della Vergine, nel 1696 acquistarono subito la statua (quella che ancora oggi venerano) presso la scuola d'arte napoletana del tempo. La statua rappresenta la Madonna in piedi che sostiene al petto il Bambino, proteso verso di lei quasi a volerla abbracciare. Venne, inoltre, stabilita la costruzione di una cappella, sulla montagna, ribattezzata Monte Carmine, e la celebrazione, ogni 16 luglio, di una festa, in suo onore, ufficializzata nel 1811.
Nello stesso anno venne istituita la Confraternita della Madonna del Carmine, i cui “fratelli” vestivano un saio simile a quello dei Carmelitani.
Per il Giubileo del 2000, il Santuario del Carmine di Avigliano è stato nell'itinerario “L'Appia Antica, cammino di fede e di cultura” il quale comprendeva le regioni attraversate dall'Appia, dal Lazio fino alla Puglia. Per ospitare i numerosi pellegrini che potevano arrivare al Santuario seguendo il percorso, fu realizzato un centro di accoglienza in prossimità del Santuario del Monte Carmine e iniziò la causa di elevazione a basilica pontificia minore della Chiesa Madre di Avigliano, sotto il titolo di S. Maria del Carmine, terminata nel 1999.

## La festa
Ogni anno il giorno della vigilia della festa, presso la Chiesa Madre, la statua viene vestita con un manto di migliaia di oggetti in oro e argento, donati dai fedeli nel corso dei secoli. Sul capo della Vergine e del Bambino viene posta una corona e appeso ad un braccio della Madonna vi è uno scapolare carmelitano.

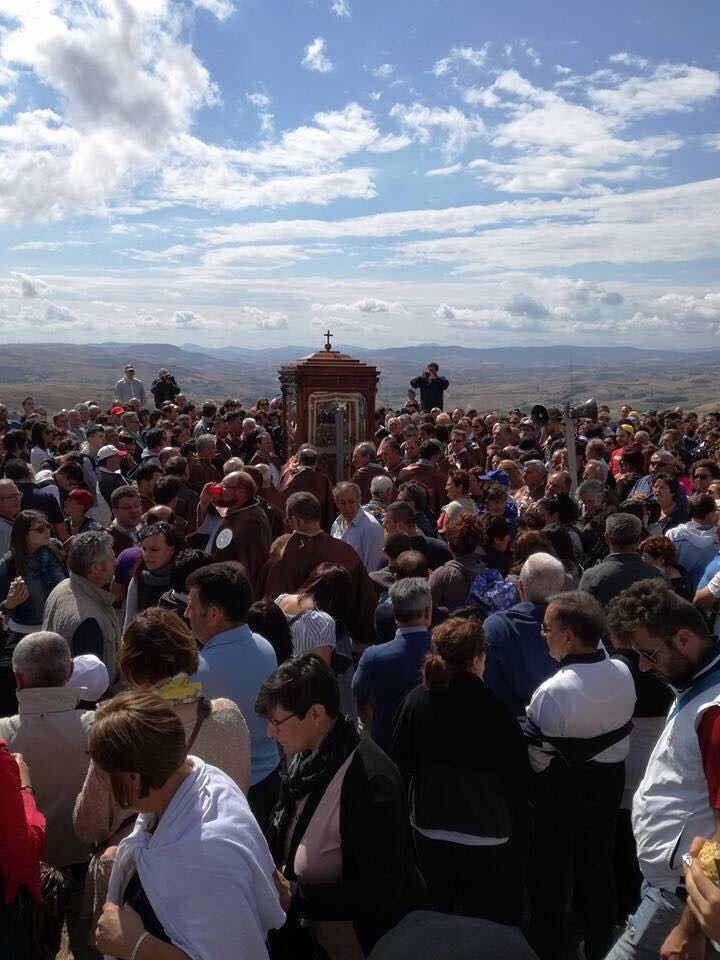
La festa della Madonna del Carmine di Avigliano

Il 16 luglio, la statua viene portata in processione fino alla Chiesa di Santa Maria degli Angeli. Da qui ha inizio il pellegrinaggio per raggiungere il Santuario, lungo un rapido sentiero di 6 km. Durante la processione vengono trasportati i cinti (castelletti di cera) sulle spalle dei confratelli, insieme ai palii, delle insegne in lino triangolari con l’immagine della Madonna ricamata in oro. Arrivati al monte, la processione fa tre giri intorno alla chiesa, al termine dei quali si celebra la Santa Messa. Infine i credenti restano a consumare il pranzo all'aperto.
Dopo due mesi, la seconda domenica di Settembre, la statua, vestita come a luglio, ritorna in paese con un pellegrinaggio che porta la Vergine alla Basilica Pontificia Minore di Santa Maria del Carmine di Avigliano dove rimarrà fino a luglio dell'anno seguente. Inoltre, era usanza che la notte in cui la Vergine rimaneva sul Monte fosse fatta una veglia di preghiera fino al mattino.
La devozione popolare verso la "Maronn r lu Mont" è viva in tutti i paesi del circondario, tanto da attirare in entrambe le festività annuali, migliaia di pellegrini.

## I miracoli
Si tramandano numerosi miracoli avvenuti negli anni.
Nel corso del tempo la festa si ampliò ma, a causa dell’eccessivo consumo di alcool, ci furono numerosi incidenti che portarono alla decisione di sospendere la tradizione di portare la statua sul monte, celebrando la festa solo nel centro del paese. Nel 1719, un forte uragano si abbatté sulla città. Una fanciulla, sorpresa dal temporale mentre era intenta a lavare i panni nel fiume Braida, stava per annegare quando la Madonna del Carmine le apparve, la salvò e le disse «Io sono la Vergine del Carmine, e dite al popolo di Avigliano di riprendere l'antica costumanza di portare in processione la mia Statua sul Monte Carmine il 16 luglio di ogni anno, e celebrarvi la festa, altrimenti mali maggiori vi sovrastano». La sua volontà, fu conosciuta da tutti gli Aviglianesi che ristabilirono la tradizione, senza più interromperla.

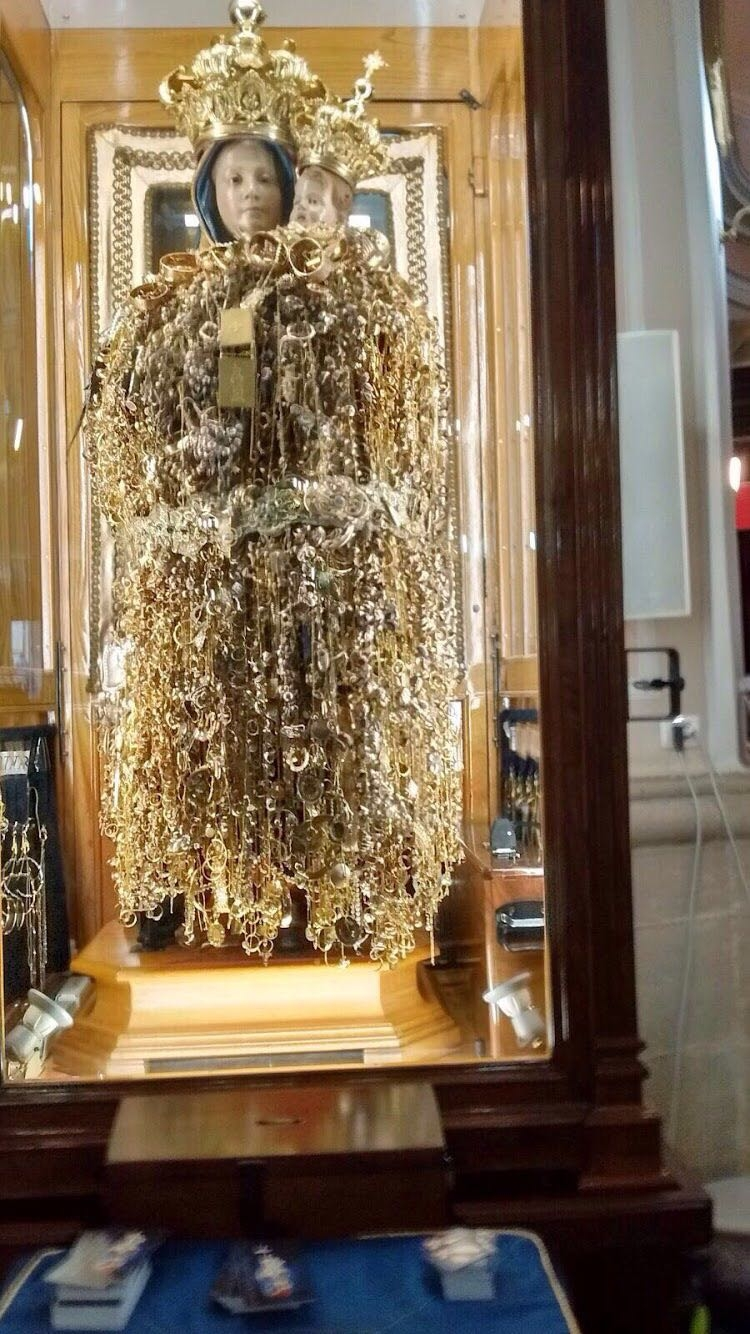
Statua della Madonna del Carmine di Avigliano in processione

La Vergine del Carmine, la sera del 22 luglio 1930, apparve in sonno a una giovane Aviglianese nell’atto di supplicare Dio per la salvezza del suo popolo da una terribile sciagura. La giovane si svegliò e corse dall'arciprete per raccontare di questa apparizione e per chiedere che si facesse, nella notte, una processione di penitenza verso il Monte. Il racconto, però, fu ignorato perché ritenuto insensato. La fanciulla, allora si recò, con altre 200 persone sul Monte Carmine. Appena giunti sulla vetta ci fu un tremendo sisma, con epicentro nella zona del Vulture; in tutte le località vicine si registrarono centinaia di morti, mentre nel territorio aviglianese nessuno morì.
Il 23 novembre 1980 si registrò un sisma corrispondente al 9º-10º grado della scala Mercalli, senza provocare danni nel paese. Dal 16 dicembre, perciò, gli aviglianesi, volendo esternare la propria riconoscenza alla Vergine del Carmine per averli protetti nel passato e nel presente, fecero una processione, riprendendo una tradizione iniziata in seguito ad un altro terremoto (16 dicembre 1857). Il parroco di Avigliano stabilì che tutti i mercoledì, dal 16 luglio alla terza domenica di settembre, fossero (e sono) dedicati al pellegrinaggio sul Monte di fedeli provenienti da Avigliano e dai paesi limitrofi.

## Il Monumento della Beata Vergine del Carmelo

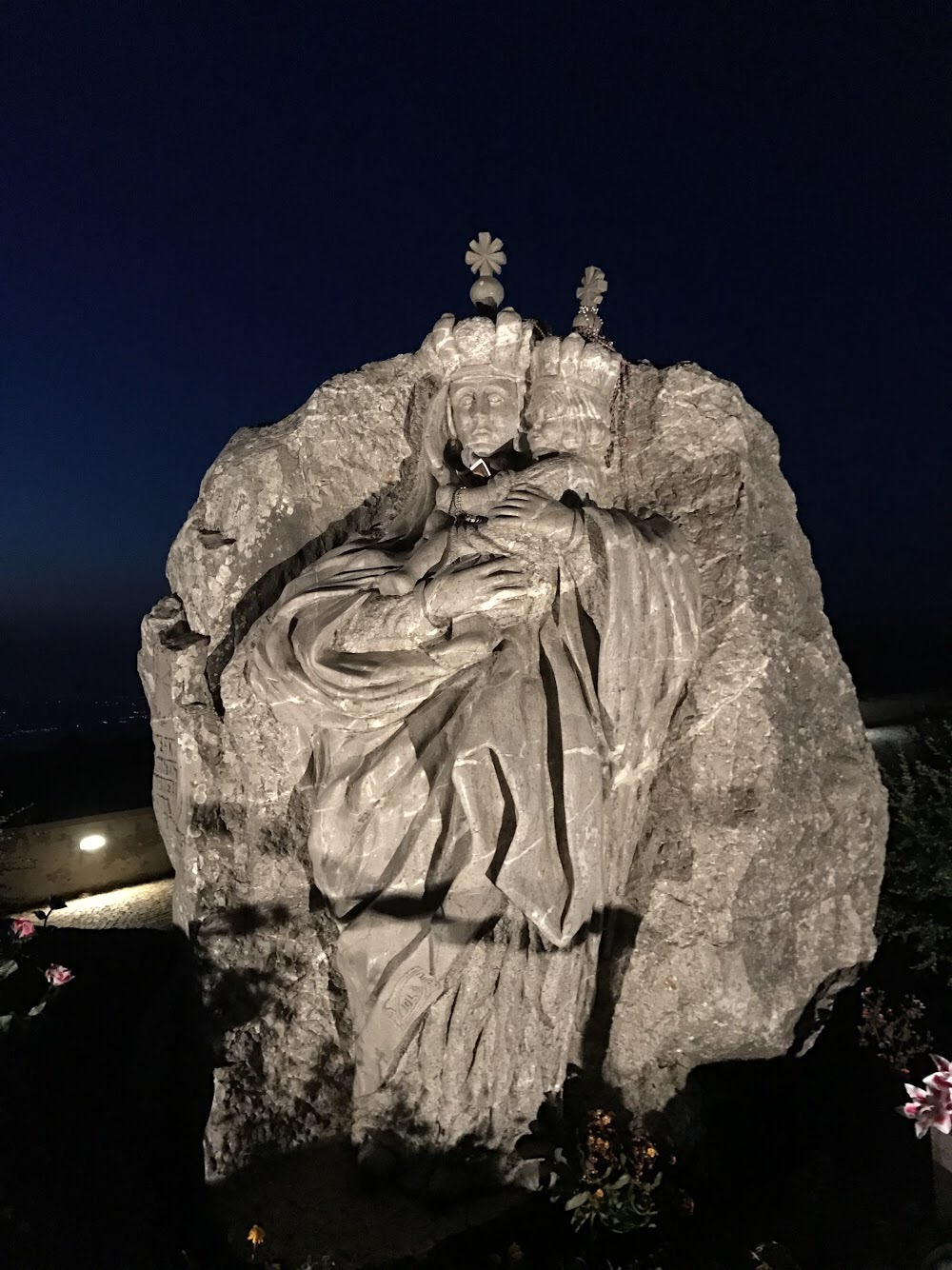
Statua della Madonna del Carmine di Avigliano

Il Monumento della Beata Vergine del Carmelo, realizzato in marmo, reca l’effigie della Madonna del Carmine. È stato benedetto il 16 luglio 1996, in occasione del terzo centenario della fondazione del Santuario della Madonna del Carmine. È collocato dinanzi al Santuario. Il blocco marmoreo misura m. 0,50x2,30 e pesa 110 quintali. Autore dell’opera è l’artista Francesco Viola, nativo di Pignola. 
Per realizzare l'opera, lo scultore richiese come materia prima una pietra tipica del Monte Carmine. Le motivazioni sostenute furono due: la prima, di carattere prettamente tecnico, vedeva l'impiego di questo materiale come il più idoneo a resistere agli agenti atmosferici, l'altra, di carattere squisitamente artistico, fu che una semplice pietra, prelevata da quel sito, sarebbe ritornata, laddove era stata creata, con una nuova veste: non più un blocco marmoreo, ma "un'opera d'arte designata a trasmettere alla generazione attuale e futura un messaggio tangibile d'amore e di devozione alla Madonna".
Si tratta non di una scultura a tutto tondo, ma ad alto rilievo che si stacca appunto da un masso informe, nella sinuosità del tratto e nella semplicità di soluzione. È collocata in una sistemazione architettonica di ampio respiro, tra un insieme di forme che si svolgono orizzontalmente e verticalmente: i campi, i parcheggi, le pietre, le gradinate, il sagrato, l'abside, il campanile, la chiesa, i monti, i boschi, la gente semplice che lavora e i fedeli che pregano: "un'opera aperta e viva nei rapporti e nella tensione espressiva".